# Heinrich I. (Vianden)

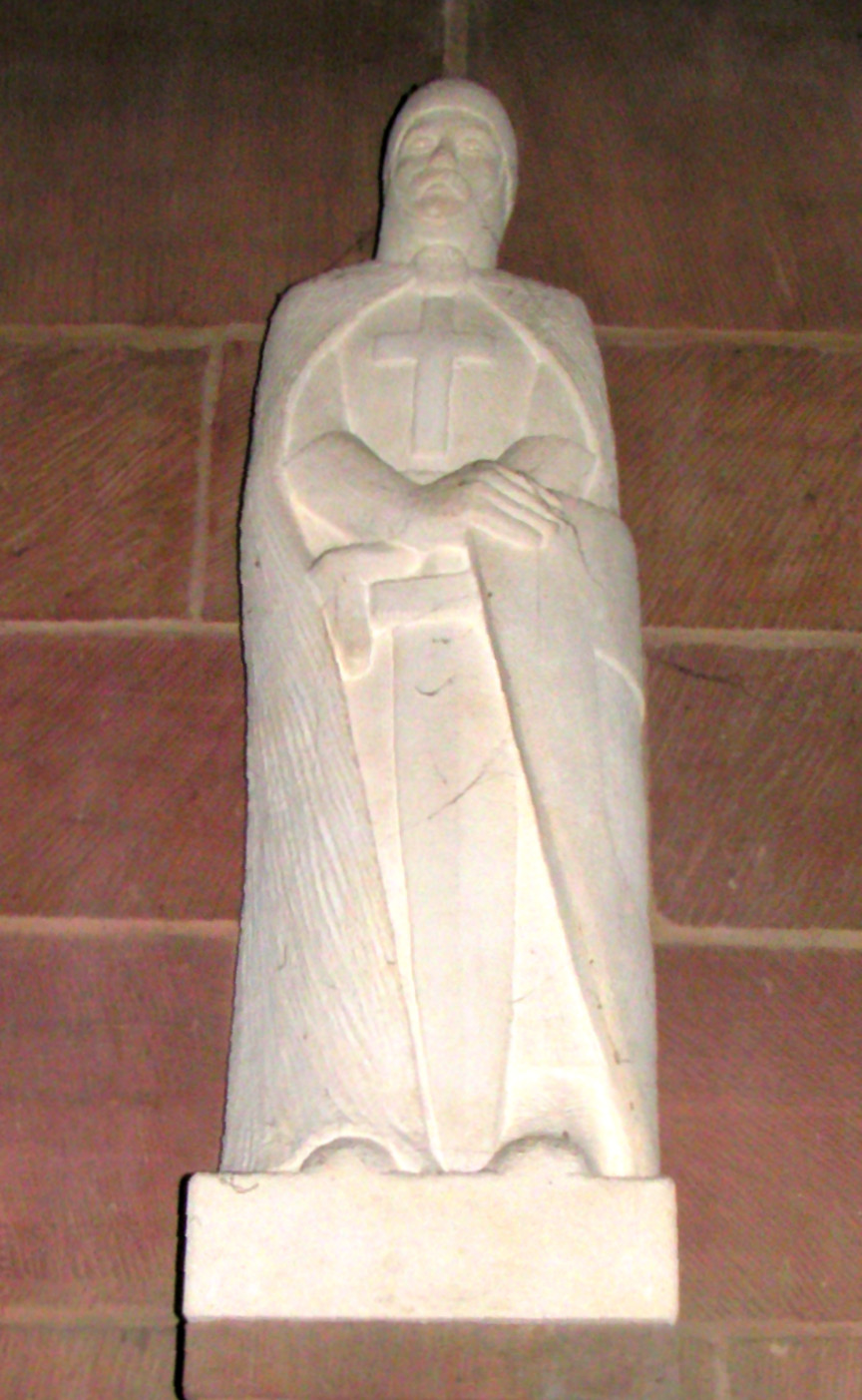
Historisierende Darstellung in der Burg Vianden

Heinrich I. von Vianden (* 1210 (als Geburtsjahr auch 1190 genannt); † 1252), genannt der Sonnenkönig, war Graf von Vianden und residierte auf der Burg in Vianden. Unter seiner Herrschaft erreichte die Grafschaft ihr größtes Ansehen. Er gründete ebenfalls das Trinitarierkloster in Vianden.
Er gilt als die „schillerndste“ Figur aus dem Hause der Grafen von Vianden. Er ehelichte vermutlich 1216 die Margareta von Courtenay, Markgräfin von Namur, eine Edeldame mit kaiserlichen und königlichen Vorfahren. Aus ihrem Recht war er 1229 bis 1237 auch Graf von Namur. Diese Heirat ist ein Zeichen für das hohe Ansehen der Grafen von Vianden. Von 1248 bis 1250 nahm er an der Seite des französischen Königs Ludwig des Heiligen am Sechsten Kreuzzug teil.
Heinrich war der Vater des gleichnamigen späteren Bischofs Heinrich, der die Kathedrale von Utrecht erbauen ließ, und der Onkel des Erzbischofs Konrad von Hochstaden, der die Grundsteinlegung des Kölner Doms veranlasste. Seine Tochter, Yolanda von Vianden ging schon in früher Jugend gegen den Willen des Vaters ins Kloster und wird bis heute in Vianden als Selige verehrt.
Nach seinem Tode wurde Vianden 1264 aufgrund von Erbstreitigkeiten luxemburgisches Lehen.